# Гаврюшко, Александр Евгеньевич
Алекса́ндр Евге́ньевич Гаврю́шко (бел. Аляксандр Яўгенавіч Гаўрушка; 23 января 1986, Потсдам) — белорусский футболист, нападающий.

## Карьера
Воспитанник могилёвского футбола, первый тренер — Владимир Орловский.
После завершения учёбы в УОРе оказался в структуре «Днепра». Поначалу играл в чемпионате дублирующих составов, а в 2006 году пробился в основной состав. В сезоне 2008 стал лучшим бомбардиром команды и одним из лучших в чемпионате (14 голов).
В 2009 году перешёл в минское «Динамо», заключив соглашение на 3 года. Вторую половину сезона 2010 провёл в «Нафтане» на правах аренды. Со следующего сезона стал полноправным игроком новополочан.
В январе 2013 года перешёл в «Белшину». Выходил на замену, временами появлялся в стартовом составе. В предпоследнем туре оформил хет-трик в ворота «Днепра».
В январе 2014 года вернулся в могилёвский клуб и стал основным нападающим команды. В декабре покинул «Днепр».
В феврале 2015 года перешёл в «Слуцк». Практически весь сезон 2015 был вынужден пропустить из-за травмы. В январе 2016 года контракт был разорван.
В 2016 году вновь вернулся в могилёвский «Днепр». В феврале 2017 года у футболиста закончился контракт с клубом и он покинул «Днепр». В феврале 2017 года тренировался с могилёвским «Торпедо», однако позднее присоединился к «Орше». Начинал сезон 2017 в качестве основного нападающего оршанцев, однако в июле 2017 года стало известно о том, что Гаврюшко покинул команду.

### В сборной
В 2006—2009 годах входил в состав молодёжной сборной Беларуси.

## Достижения
- Серебряный призёр чемпионата Беларуси: 2009
- Обладатель Кубка Беларуси: 2011/12